# Новоурсаево
Новоурса́ево (баш. Яңы Урсай) — село в Бакалинском районе Республики Башкортостан Российской Федерации. Административный центр Новоурсаевского сельсовета.

## География

### Географическое положение
Расстояние до:
- районного центра (Бакалы): 40 км,
- ближайшей ж/д станции (Туймазы): 85 км.

## Население
| 2002 | 2009 | 2010 |
| ---- | ---- | ---- |
| 495  | ↗496 | ↘418 |

### Национальный состав
Согласно переписи 2002 года, преобладающие национальности — татары (65 %), башкиры (31 %).